# Valangaiman (Taluk)
Der Taluk Valangaiman (Tamil: வலங்கைமான் வட்டம்) ist ein Taluk (Subdistrikt) des Distrikts Tiruvarur im indischen Bundesstaat Tamil Nadu. Hauptort ist die namensgebende Stadt Valangaiman. Der Taluk Valangaiman hat rund 100.000 Einwohner.

## Geografie

Im Dorf Narikkudi im Taluk Valangaiman

Der Taluk Valangaiman liegt im Kaveri-Delta im Nordwesten des Distrikts Tiruvarur. Das Gebiet des Taluks wird von zwei größeren Mündungsarmen des Kaveri, dem Kudamurti und dem Vettaru, durchflossen. Im Süden bildet der Vennaru die Grenze des Taluks.
Der Taluk Valangaiman grenzt im Westen an den Taluk Papanasam, im Norden an den Taluk Kumbakonam (beide Distrikt Thanjavur), im Osten an den Taluk Kodavasal und im Süden an den Taluk Needamangalam (beide Distrikt Tiruvarur).

## Bevölkerung
Nach der Volkszählung 2011 hat der Taluk Valangaiman 100.645 Einwohner. 88 Prozent der Bevölkerung lebt in ländlichen Gebieten und 12 Prozent in Städten. 91 Prozent der Einwohner des Taluks Valangaiman sind Hindus, 6 Prozent sind Muslime und 2 Prozent Christen. Die Hauptsprache ist, wie in ganz Tamil Nadu, das Tamil, das von fast 100 Prozent der Bevölkerung als Muttersprache gesprochen wird.

## Städte und Dörfer
Zum Taluk Valangaiman gehören die folgenden Orte (in Klammern die Einwohnerzahlen nach der Volkszählung 2011):
Städte:
- Valangaiman (11.754)

Dörfer:
| - Adhichamangalam (682) - Alangudi (2.541) - Amaravathi (1.031) - Annukkudi (1.716) - Aravathur (919) - Aravoor (1.052) - Avalivanallur (1.547) - Avichavadi (179) - Avoor (5.282) - Chandrasekarapuram (2.145) - Eri (441) - Erumaipadugai (1.081) - Govindakudi (5.358) - Haridwaramangalam (2.440) - Inamkiliyur (1.662) - Kalathur (815) - Kandiyur (1.320) - Keelavidayal (1.958) | - Kethanoor (658) - Kiliyur (4) - Kiliyur (756) - Kottaiyur (2.390) - Madhagaram (1.836) - Maligaithidal (2.127) - Manakkal (972) - Manalur (1.944) - Manickamangalam (723) - Maruvathur (889) - Mathur (1.214) - Melavidayal (3.290) - Moolalvancheri (1.458) - Muniyur (1.063) - Nallambur (405) - Nallur (2.392) - Narthangudi (1.207) - Nemelikudi (546) | - Nemelikudi Padugai (0) - Padagacheri (1.019) - Pappakudi (1.078) - Payathancheri (362) - Perungudi (1.010) - Poonaerrupu (855) - Poonthottam (1.485) - Pulavarnatham (570) - Puliyakudi (806) - Rajendranallur (410) - Reghunathapuram (1.649) - Regunathapuram (1.205) - Regunathapuram (792) - Renganathapuram (828) - Sadayangal (220) - Salabogam (733) - Saranatham (1.838) - Semmangudi (288) | - Singarampalayam (0) - Sithanvalur (1.789) - Thenkuvalaveli (1.034) - Therkkupattam (1.031) - Thiruvonamangalam (1.164) - Tholuvur (1.031) - Uthamadhanapuram (912) - Uthukkadu (1.772) - Vadakkupattam (947) - Vaniyamgarambai (66) - Veeramangalam (934) - Veeranam (850) - Velangudi (1.608) - Velur (1.735) - Vilathur (1.126) - Virupatchipuram (1.701) |

## Sehenswürdigkeiten

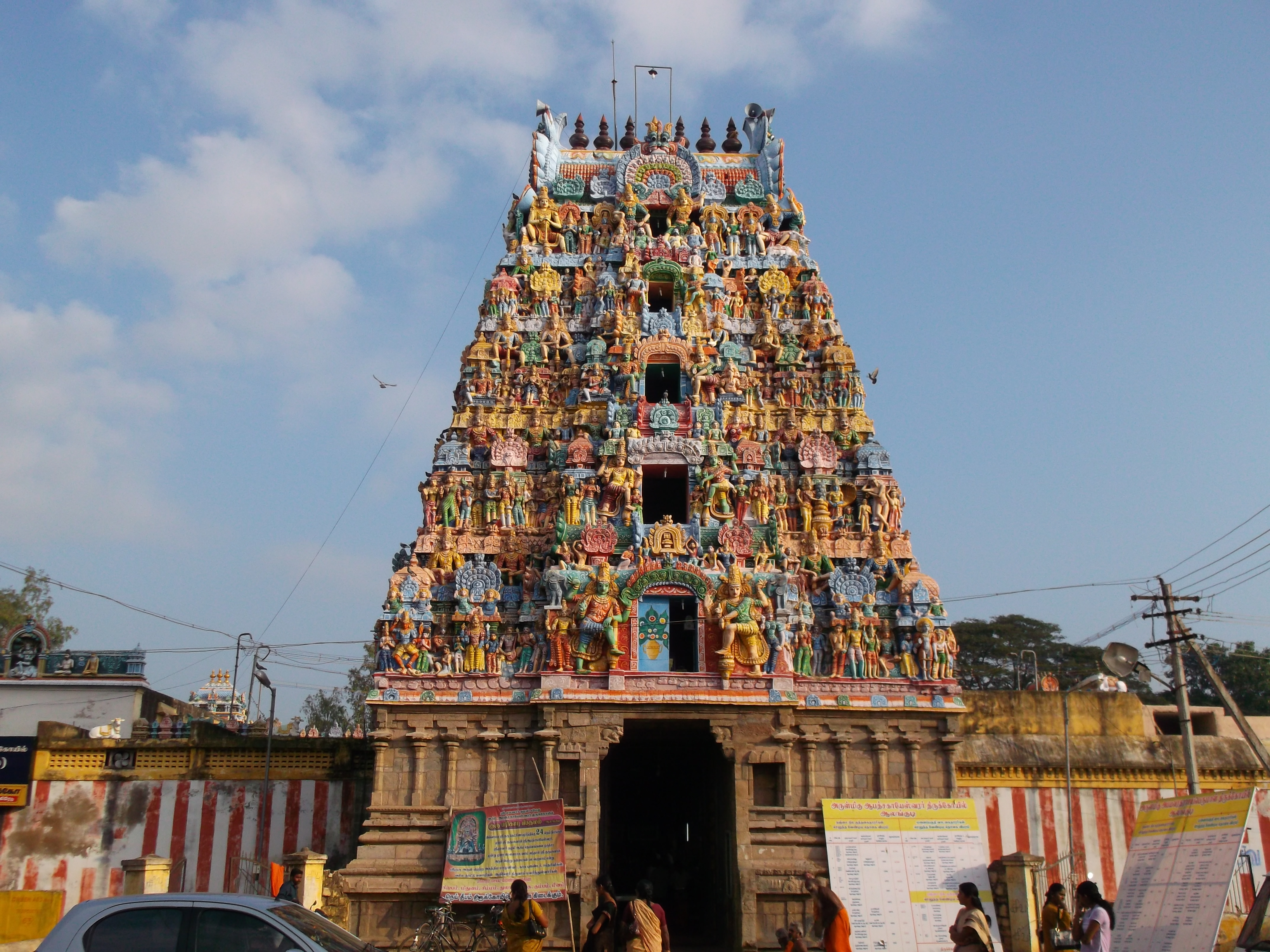
Der Tempel von Alangudi

Das Kaveri-Delta, zu dem der Taluk Valangaiman gehört, ist eine kulturgeschichtlich reiche Region mit einer hohen Dichte an bedeutenden Hindutempeln. Im Gebiet des Taluks befinden sich sechs der 274 heiligen Orte des tamilischen Shivaismus (Padal Petra Sthalam). Dies sind die Shiva-Tempel von Nallur, Avoor, Andarkoil, Alangudi, Haridwaramangalam und Avalivanallur. Der Tempel von Alangudi beherbergt zugleich einen Nebenschrein für Brihaspati, die Personifikation des Jupiter (Planet), und gehört damit zu den Navagraha-Tempel, einer Gruppe von neun Tempeln, die den hinduistischen Planetengottheiten geweiht sind.